# イワサキセダカヘビ
イワサキセダカヘビ（岩崎背高蛇、Pareas iwasakii）は、有鱗目セダカヘビ科セダカヘビ属に分類されるヘビ。別名イワサキセタカヘビ。従来はナミヘビ科の一員（セダカヘビ亜科）だったが、系統的位置の独自性があきらかになったため、現在は独立の科に分類されている。その特殊な生態から「右利きのヘビ」と呼ばれることがある。

## 分布
南西諸島の石垣島と西表島にのみ棲息する。日本固有種。
本種の属するセダカヘビ属は中国南部からインド、東南アジアにかけて広く分布するが、日本に分布しているのは本種のみである。台湾には近縁のタイワンセタカヘビ Pareas formosensis が分布している。

## 形態
体長50-70cm。体はかなり細く、地色は褐色ないしは淡褐色で、頭部から尾にかけては波状の暗褐色の縦縞が見られる。ただしこの縞は尾部に近づくほど不明瞭になる。他の多くのヘビと異なり、背が盛り上がって断面が三角形状をなしていることがセダカヘビ（背高蛇）の名の由来となっている。
頭部は吻部の詰まった楕円形をしている。眼は大きく、瞳孔はやや縦長で、虹彩はオレンジ色もしくはやや赤味がかった黄土色。牙に毒はない。後述する食性との関係から、上あごの歯は一部が消失し、いっぽうで下あごの歯には高度な特殊化が見られる。

## 生態

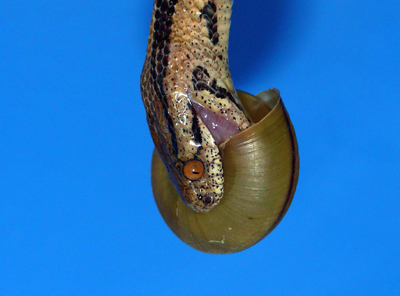
ぶら下がってカタツムリを食べるイワサキセダカヘビ。

夜行性である。また樹上性と考えられているが、地上を匍匐していることもある。近年、石垣島ではサトウキビ畑やパイナップル畑などでよく見つかっている。

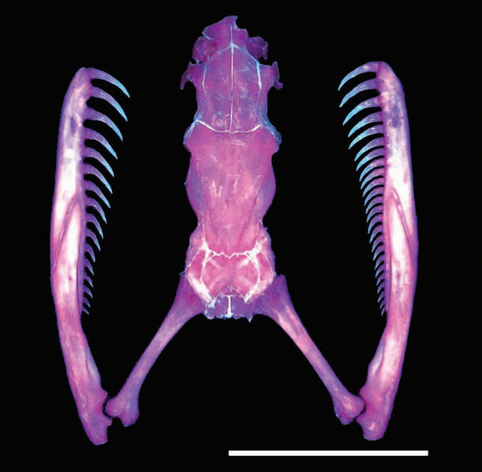
頭部骨格標本。歯の本数が左右で異なる。

ほぼカタツムリしか食べないことで知られている。このような陸貝専食性のヘビは日本では本種のみである。野外ではイッシキマイマイ Satsuma caliginosa caliginosa を捕食していた事例が知られている。別種のエダセダカヘビ（Aplopeltura boa）ではヤマタニシのような蓋のあるカタツムリを捕食する様子が観察されているが、本種はそのようなカタツムリを与えても捕食することがない。ヤエヤマアオガエル Rhacophorus owstoni を捕食していたという野外観察例があるとされていたが、これは、イリオモテヤマネコ Prionailurus bengalensis iriomotensis の調査報告書に書かれた憶測がもととなって流布された誤解と考えられる。かなりの大食であり、飼育下では1日に4-5個体のカタツムリを捕食する。
繁殖についてはよくわかっていないが、西表島で捕獲された個体が5月に 11卵（平均 21.1mm×11.1mm 1.58g）を産んだ記録がある。

### 捕食習性について
カタツムリを捕食するときには、上あごを殻に引っ掛け、下あごの歯をカタツムリの軟体部に挿し込み、殻から軟体部を器用に抜き出す（動画）。殻を割って食べることはない。本種の下あごの歯は本数が左右で異なり、右側が平均25本なのに対し左側は18本である。この非対称性は、左巻きに比べて圧倒的に多数派である右巻きのカタツムリを効率よく捕食するための特殊化だと考えられており、セダカヘビ科のヘビほぼ全種で確認されている。実際、左巻きのカタツムリの捕食にはしばしば失敗する（動画）。そのため、左巻きのカタツムリの進化がセダカヘビ類によって促進されたのではないかと考えられている。
ちなみに本種の分布域では大型の地上性カタツムリとして上記のイッシキマイマイ（右巻）の他に左巻きのクロイワヒダリマキマイマイがおり、両者は近縁と考えられる。またこの種の方が普通種であり、イッシキマイマイは希である。なお殻を割らずに捕食することから、イッシキマイマイはイワサキセダカヘビに襲われた際、尾を自切することで逃走できる可能性を高めている。

## 人間との関係
珍しいヘビであり、石垣気象台所長の岩崎卓爾により1937年に最初の標本が採集されて以降、1954年までの17年もの間、2尾目が採集されることはなかった。その後も数年に1尾程度の割合でしか捕獲されなかった。
1995年以降はほぼ毎年発見されているようであるが、それでも現地では本種の捕獲がニュースになることがある。爬虫類マニアの間では、分布を同じくし、同様にあまり捕獲されることのないサキシマバイカダ、イワサキワモンベニヘビなどと共に憧れのヘビとされることがある。
準絶滅危惧（NT）（環境省レッドリスト）